# Crotonogyne ikelembensis
Crotonogyne ikelembensis là một loài thực vật có hoa trong họ Đại kích. Loài này được (De Wild.) Prain mô tả khoa học đầu tiên năm 1911.